# Váradi Hét
Váradi Hét – Nagyváradon 1917 októberében Antal Sándor szerkesztésében indult politikai hetilap, amelyet Fehér Dezső, a Nagyváradi Napló tulajdonosa vásárolt meg 1919-ben és alakított át irodalmi lappá, Pásztor Ede szerkesztésében.

## Tartalma, jelentősége
Ami a Váradi Hétben megjelent irodalmi anyagban nem másodközlés, nem igazán maradandó, legfeljebb Csizmadia Sándor, Huzella Ödön, Zsolt Béla írásai emelkednek ki közülük. Az 1919. január 1-jén megjelent szám vezércikke azonban már meghirdeti azt az irodalmi decentralizációt, amellyel a lap a kényszerűen önállósuló erdélyi irodalom szervezkedéseinek előzményeként tartható számon. Utolsó (8.) száma 1919. február 24-én jelent meg. Kezdeményezését néhány hónap múlva, júniusban a Tavasz, júliusban a Magyar Szó vitte tovább.